# Koń jomudzki

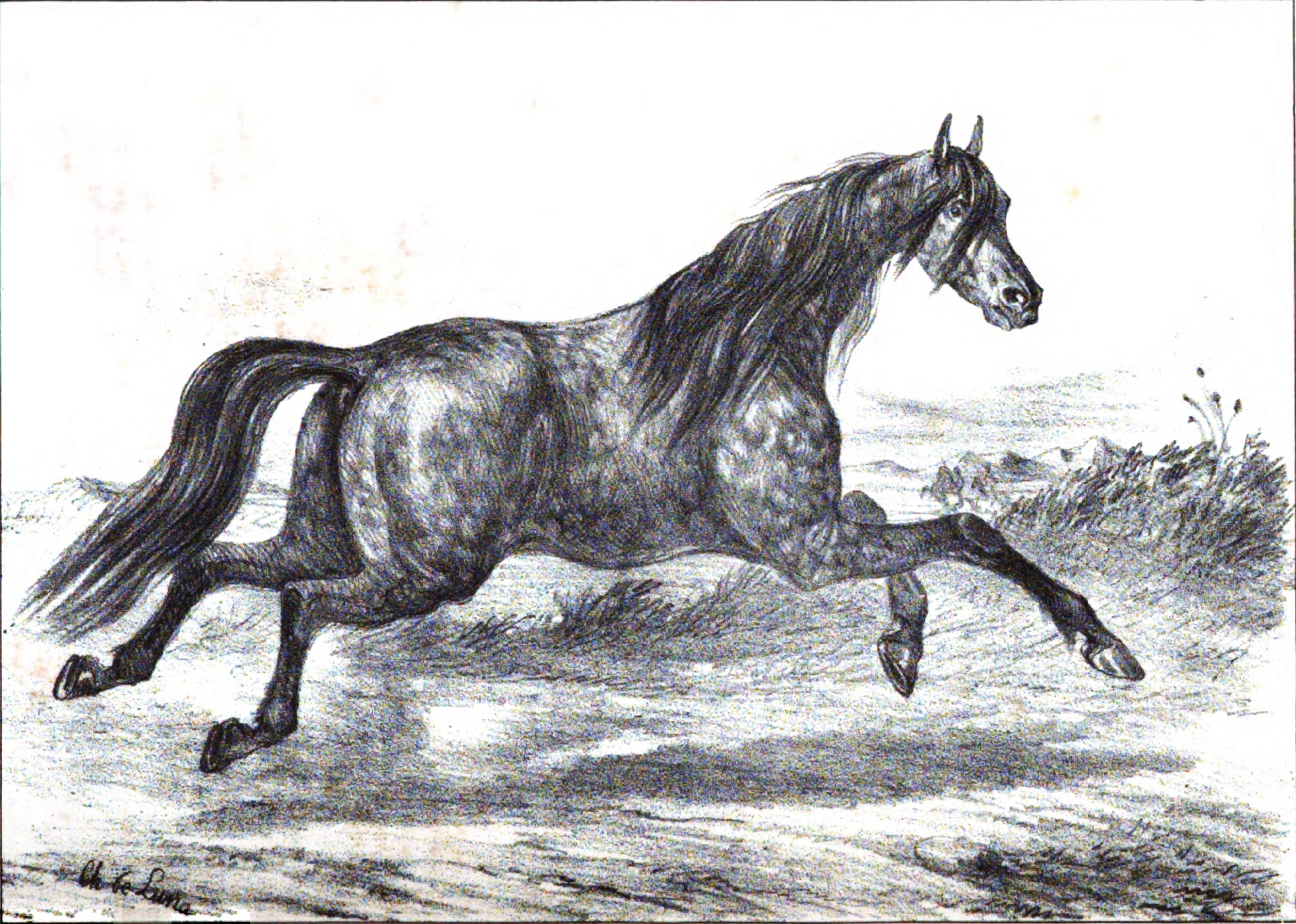
Turecki wyścig koni autorstwa F. Josepha Cardiniego, 1848

Koń jomudzki – starożytna rasa konia wywodząca się od koni turkmeńskich, blisko spokrewniona z rasą achał-tekińską.

## Historia
Wywodzi się z Turkiestanu. Podczas najazdów mongolskich za Tamerlana trafiło do niego pięć tysięcy klaczy arabskich. Wpłynęło to znacznie na wygląd rasy W XIV wieku rasa podzieliła się na trzy różne typy. Jest do dziś hodowana na tych samych rejonach, co koń achał-tekiński.

## Pokrój
Konie tej rasy są silne, dobrze zbudowane, wyróżniają się wytrzymałością i szybkością. Mają delikatne głowy, dłuższe niż u koni achał-tekińskich. Mają one delikatnie wklęsły profil. Posiada dość duże kopyta.  Wysokość w kłębie wynosi ok. 154cm dla ogierów i 152cm dla klaczy. Obwód klatki piersiowej to ok. 162cm dla ogierów i 168cm dla klaczy.
Rasa posiada trzy typy. Największy typ jest najbardziej zbliżony wyglądem do koni achał-tekińskich, zaś najmniejszy do koni czystej krwi arabskiej.

### Umaszczenie
Najczęściej spotykana jest maść siwa, rzadziej kasztanowata lub gniada. Dopuszczane są jednak wszystkie jednolite maści.

## Użytkowanie
Jest doskonale przystosowany do poruszania się po nieprzyjaznym terenie, dlatego dobrze sprawdza się jako koń do rajdów długodystansowych. Wykorzystuje się go także w ujeżdżeniu i skokach.